# Grayven
Grayven es un supervillano de DC Comics, y uno de los 4 hijos de Darkseid, gobernante del planeta Apokolips. Apareció por primera vez en Green Lantern (vol. 3) N° 74 (junio de 1996).

## Historia
Grayven lideró una campaña cósmica de destrucción, exterminando planetas enteros y, en el proceso, eliminó a los Darkstars, una fuerza policial galáctica. Su campaña llegó hasta el planeta Rann; allí deseaba hacerse de un dispositivo de rayo zeta (un invento ranniano que puede realizar teletransportaciones a gran escala). Su idea era teletransportar sus tropas a Apokolips, hacer saber a su padre de su presencia, y conquistar el planeta.
Mientras los Darkstars restantes luchaban con su ejército, el Linterna Verde Kyle Rayner enfrentó al mismísimo Grayven. Rayner luchó valientemente, utilizando construcciones esmeraldas contra la fuerza y rayos ópticos de su oponente, pero Grayven siguió teniendo la ventaja incluso cuando el Darkstar John Stewart se unió a la pelea. Grayven disparó un rayo óptico de gran fuerza contra Stewart y pareció quitarlo de combate. Mientras Rayner y Grayven continuaban luchando, Stewart buscó un dispositivo de rayo zeta e intentó teletransportar a Grayven a algún sitio al azar. Rayner empujó a Grayven en el camino del rayo zeta, terminando con la pelea. Sin su líder, las fuerzas de Grayven se retiraron.
Sin darse cuenta, Stewart había teletransportado a Grayven dentro del núcleo terrestre. Con el tiempo, Grayven logró salir y buscó a Kyle Rayner en Nueva York. Esta vez, pareció que la ventaja la tenía Rayner. Temiendo la derrota, Grayven utilizó un teletransportador experimental con el que se liberó y, en el proceso, envió a Rayner al siglo XXX.

### Imperiex
Grayven volvió a aparecer durante la crisis Imperiex como miembro de la alianza alienígena que también incluía a Maxima, Starfire, Adam Strange y Darkseid. Juntos pretendían eliminar a Imperiex, un gigante cósmico que destruía sistemas solares completos. Finalmente traicionó a su padre y fue desterrado a la Tierra. Allí lo infectó una toxina que le confirió cualidades parecidas a las del Joker. Trató de presentarse en un club de comediantes (y, luego, de destruirlo) pero fue detenido por Kyle Rayner.